# Карлссон, Эрик
Э́рик Свен Гу́ннар Ка́рлссон (швед. Erik Sven Gunnar Karlsson; 31 мая 1990, Ландсбро, Швеция) — шведский хоккеист, защитник клуба НХЛ «Питтсбург Пингвинз». На драфте 2008 года был выбран «Оттавой Сенаторз» в 1-м раунде под общим 15-м номером. Серебряный призёр Олимпийских игр 2014 года и двухкратный бронзовый призёр чемпионатов мира в составе сборной Швеции (2010, 2024). Занимает второе место среди всех действующих защитников (после Брента Бёрнса) и первое место среди всех действующих шведских хоккеистов по результативности за карьеру в НХЛ.

## Спортивная карьера

### Клубная

#### Начало карьеры

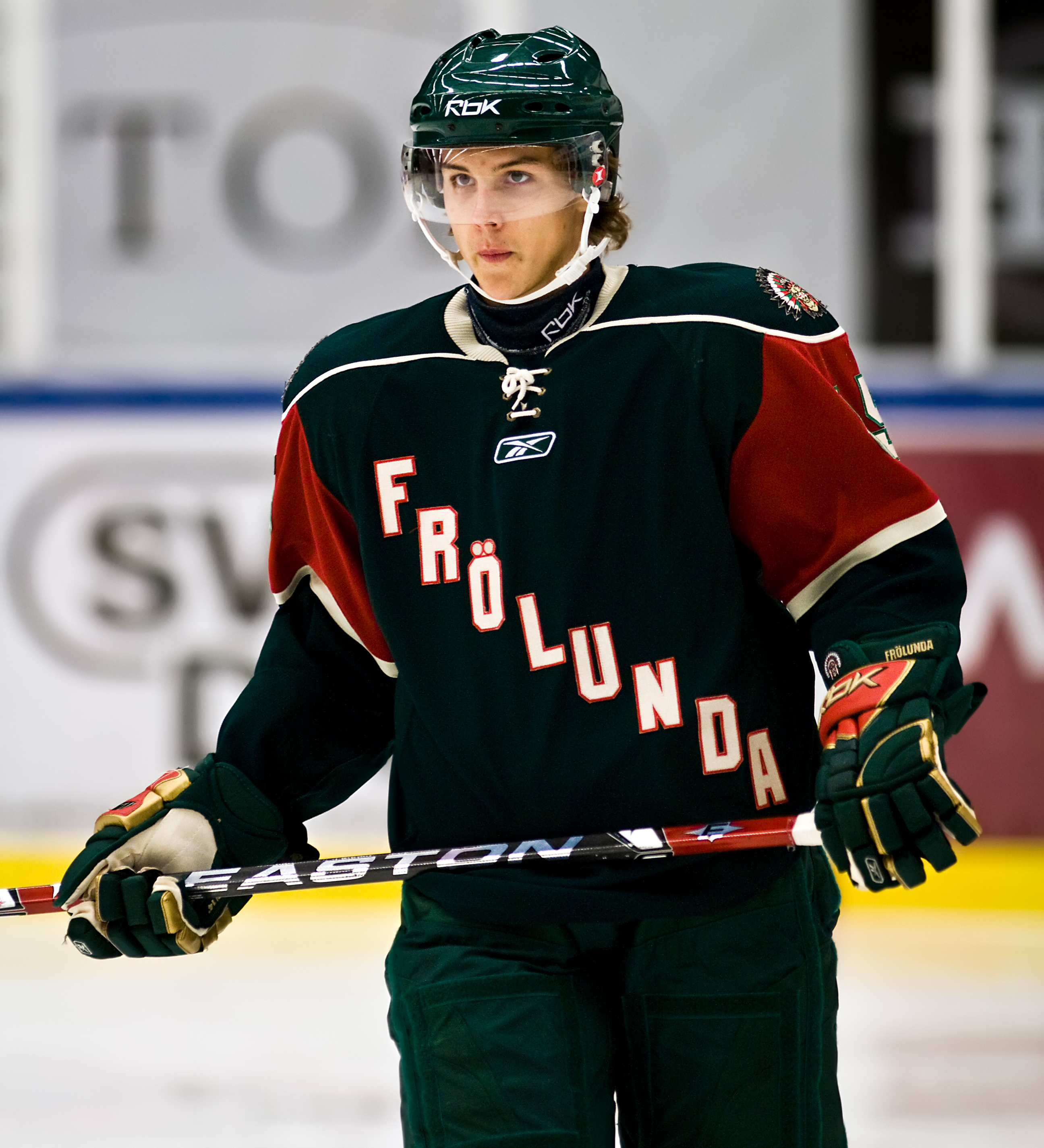
Карлссон в игре за «Фрёлунду»

Карлссон дебютировал в Шведской элитной серии в возрасте 17 лет 1 марта 2008 года за клуб «Фрёлунда» в матче против ХВ71, провёл на льду 8 мин. 48 сек. и забил победный гол в овертайме. Заканчивал сезон в молодёжной команде, в которой выиграл Кубок Антона.
Перед драфтом НХЛ 2008 года Карлссон был выбран под четвёртым номером среди европейских игроков Центральной скаутинговой командой НХЛ. В итоге на драфте, который проходил в Оттаве, был выбран в 1-м раунде под общим 15-м номером местной командой. Выбор сделал швед, капитан «Сенаторз» Даниэль Альфредссон, который до выступления в НХЛ тоже играл за «Фрёлунду».

#### «Оттава Сенаторз»
В сентябре 2009 года Карлссон посетил тренировочный лагерь «Оттавы». 29 сентября «Сенаторз» заявили, что игрок начнёт играть за клуб с сезона 2009/10. В этом сезоне Эрик параллельно играл за основную команду и фарм-клуб «Оттавы» «Бингхэмтон Сенаторз» в АХЛ. Свой первый матч в НХЛ провёл против клуба «Миннесота Уайлд» 19 декабря, «Оттава» выиграла 4:1.
В 2011 году Карлссона, набравшего 25 очков в 41 игре, пригласили на Матч всех звёзд НХЛ.
16 декабря 2011 года в матче против «Питтсбург Пингвинз» сделал три голевые передачи и заработал своё 100-е очко в НХЛ (в 168 матчах).
Стал лидером голосования болельщиков на Матч всех звёзд НХЛ 2012, набрав 939 951 голосов.
В сезоне 2011/12 установил два новых командных рекорда для защитников: набрал 78 очков и забросил 19 шайб в течение регулярного сезона. Особенно шведу удался матч против «Айлендерс» 20 февраля, в котором он набрал 4 очка (2+2). В следующих двух матчах против «Вашингтона» и «Бостона» защитник набирал по три очка. По итогам сезона получил «Джеймс Норрис Трофи».
Летом 2012 года подписал 7-летний контракт с «Оттавой» на $ 45,5 млн.

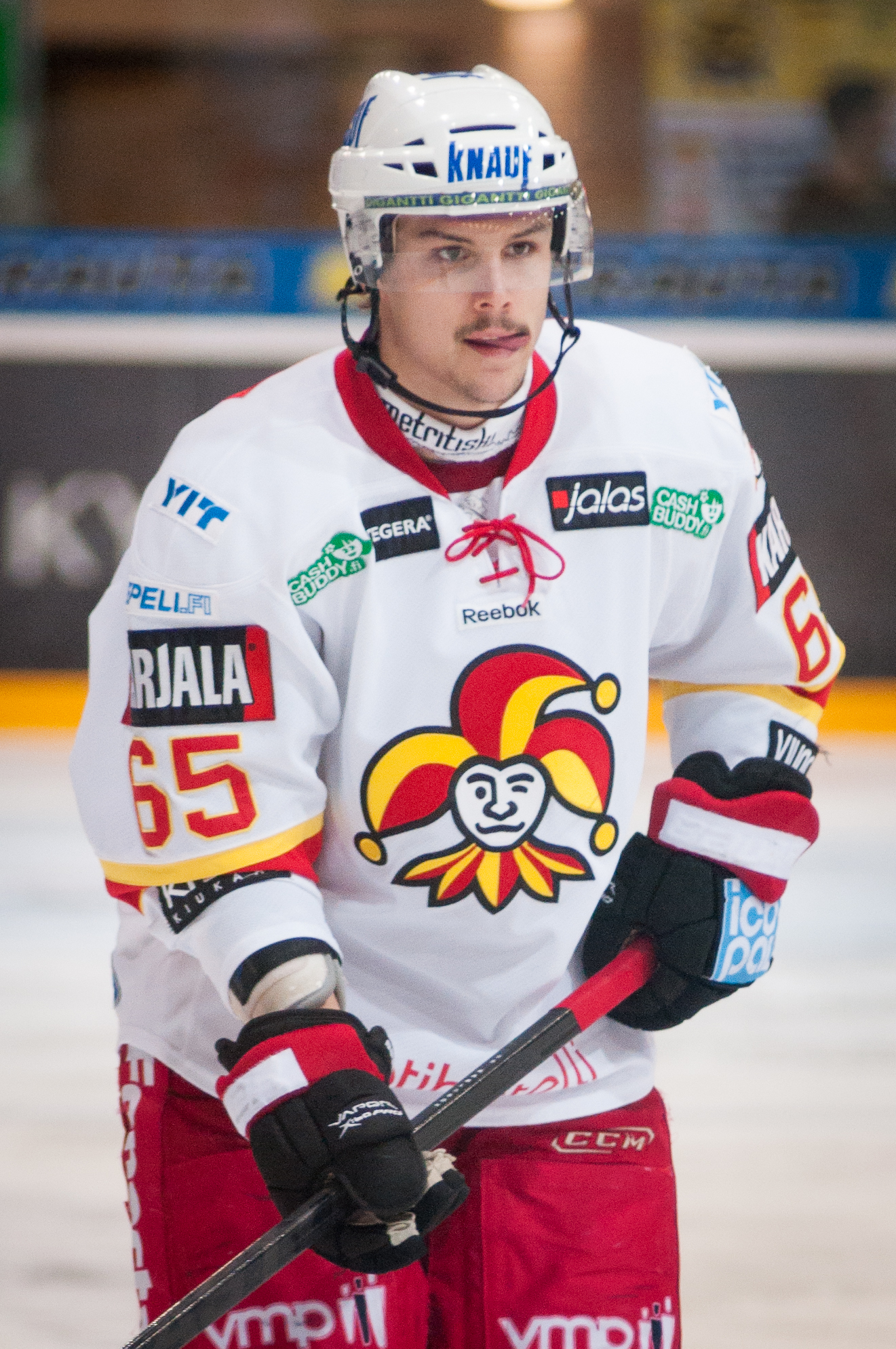
Карлссон в составе «Йокерита» в 2012 году

26 сентября 2012 года было сообщено, что на период локаута в НХЛ Карлссон присоединится к финскому клубу «Йокерит».
В сезонах 2013/14 и 2014/15 его среднее время на льду составило чуть более 27 минут за матч.
В сезоне 2013/14 Эрик стал лучшим бомбардиром «Оттавы» и лучшим бомбардиром-защитником всей лиги, набрав 74 очка (20+54) в 82 матчах. В сезоне 2014/15 набрал 66 очков (21+45) в 82 матчах при показателе полезности +7 и вновь стал лучшим бомбардиром команды. Швед также стал самым результативным защитником НХЛ, а по шайбам занял второе место среди защитников. По итогам сезона 2014/15 Карлссон получил свой второй «Джеймс Норрис Трофи».
В сезоне 2015/16 в третий раз в НХЛ стал участником Матча всех звёзд. В регулярном сезоне 2015/16 установил новый рекорд для защитников «Оттавы» и новый рекорд среди всех шведских защитников, набрав 82 очка (16+66) в 82 матчах (ранее рекорд среди шведских защитников принадлежал Никласу Лидстрёму из «Детройта», который набрал 81 очко в сезоне 2005/06). 66 передач стали лучшим результатом сезона в НХЛ среди всех хоккеистов, последний раз защитник становился лучшим ассистентом лиги в сезоне 1974/75, когда это удалось знаменитому Бобби Орру. Карлссон стал лучшим бомбардиром среди защитников и пятым бомбардиром среди всех хоккеистов (последний раз в пятёрку лучших бомбардиров защитник попадал в сезоне 1985/86, тогда это удалось Полу Коффи). По ходу сезона Карлссон дважды делал по 4 передачи в одном матче (14 октября против «Коламбуса» и 6 февраля против «Торонто»). Несмотря на результативную игру шведа «Джеймс Норрис Трофи» в том сезоне достался канадцу Дрю Даути.

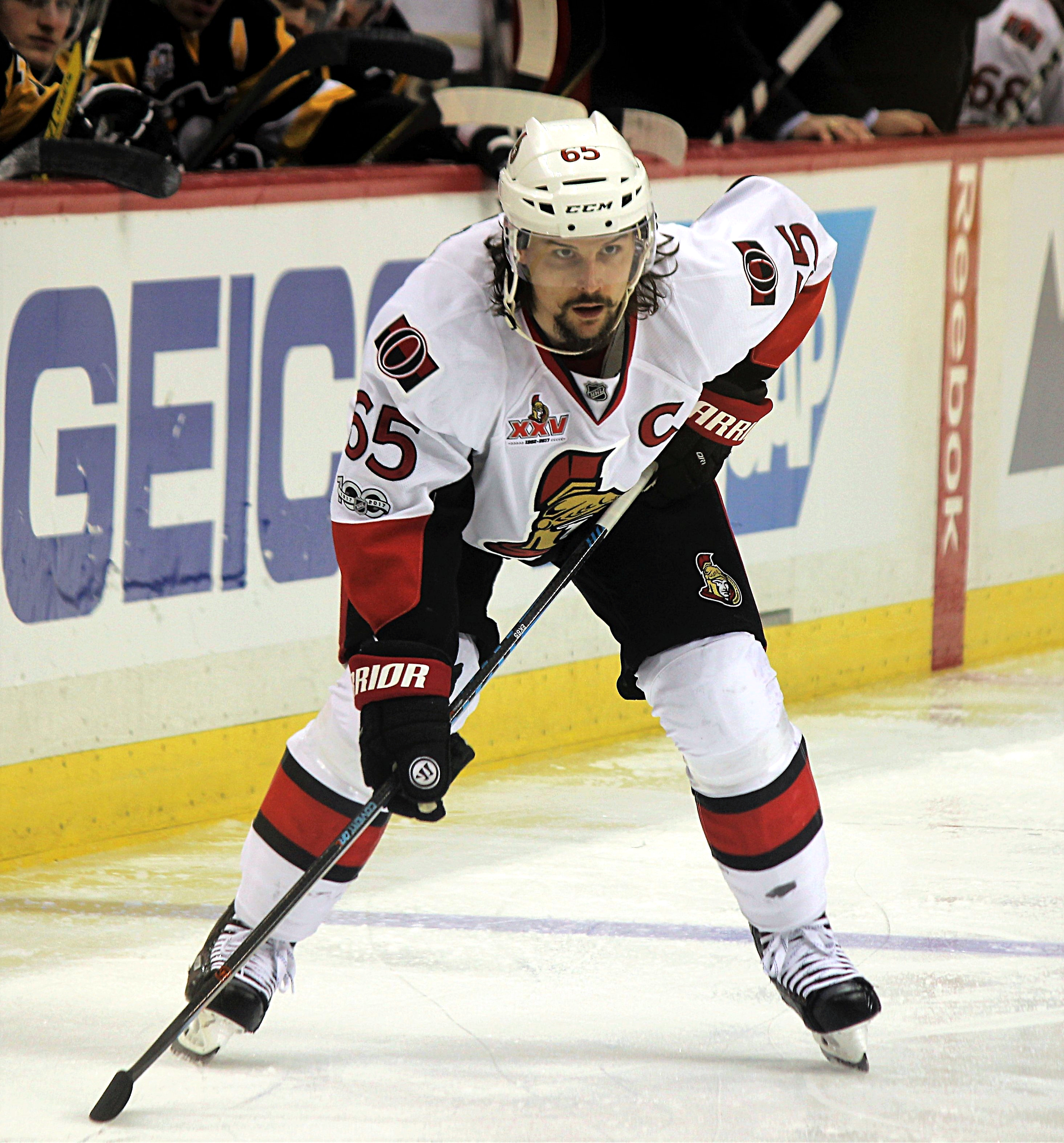
Карлссон в составе «Сенаторз» в матче Кубка Стэнли против «Питтсбурга» (13 мая 2017 года)

4 марта 2017 года Карлссон вышел на лёд в 312-м матче подряд, установив рекорд «Оттавы Сенаторз». В конце марта 2017 года из-за повреждения он был вынужден пропустить первую игру почти за 4 года, остановившись на отметке 324 игры подряд. В сезоне 2016/17 Карлссон набрал 71 очко (17+54) в 77 матчах при показателе полезности +10, став третьим бомбардиром (после Брента Бёрнса и Виктора Хедмана) и вторым ассистентом (после Хедмана) среди защитников лиги. В «Оттаве» Карлссон стал лучшим бомбардиром, нападающий Майк Хоффман отстал на 10 очков. В плей-офф «Сенаторз» прошли «Бостон Брюинз» (4-2) и «Нью-Йорк Рейнджерс» (4-2) и вышли в финал конференции. В пятом матче серии против «Рейнджерс» Карлссон сделал три результативные передачи, а в шестом набрал два очка (1+1). «Оттава» была близка к выходу в финал Кубка Стэнли (ранее команда только один раз играла в финале в 2007 году), но в финале конференции проиграла «Питтсбургу» во втором овертайме седьмого матча серии (2:3). В этом матче Карлссон сделал две голевые передачи, а всего в 19 матчах набрал 18 очков (2+16) при показатели полезности +13 и стал лучшим бомбардиром команды и лучшим бомбардиром-защитником в плей-офф.
В сезоне 2017/18 и Карлссон, и вся команда в целом выглядели значительно слабее. Швед набрал 62 очка (9+53) в 71 матче (поделил первое место по очкам в команде с Марком Стоуном) при показателе полезности −25, а «Оттава» заняла предпоследнее место в конференции, выиграв всего 28 матчей из 82. 2 апреля 2018 года, в последней игре за «Оттаву», Карлссон сделал три результативные передачи в матче против «Виннипег Джетс».

#### «Сан-Хосе Шаркс»
13 сентября 2018 года был обменян в «Сан-Хосе Шаркс» на 4 игроков, 2 драфт-пика в 2019 и 2020 годах, а также ещё 2 условных драфт-пика. 3 октября 2018 года дебютировал за новую команду в матче НХЛ в игре против «Анахайм Дакс».
В сезоне 2018/19 Карлссон сыграл только 52 матча, в которых набрал 45 очков (3+42) при показателе полезности +6. В плей-офф «Шаркс» прошли «Вегас» (4-3) и «Колорадо» (4-3). При этом в серии против «Вегаса» «Сан-Хосе» уступал 1-3, а в седьмом матче за 11 минут до конца третьего периода проигрывал 0:3, но сумел вырвать победу в овертайме. «Шаркс» стали всего лишь второй командой в истории НХЛ, которая сумела отыграть дефицит в три шайбы в третьем периоде седьмого матча серии. В финале конференции «Шаркс» уступили будущему чемпиону «Сент-Луису» (2-4). Карлссон в 19 матчах плей-офф набрал 16 очков (2+14) при показателе полезности −3. Обе свои шайбы шведский защитник забросил в третьем матче серии против «Сент-Луиса» (5:4 ОТ), а в пятой игре получил травму и пропустил шестой матч.
В сезоне 2019/20 Эрик сыграл 56 из 70 матчей (регулярный чемпионат не был доиграл из-за пандемии COVID-19) и набрал 40 очков (6+34) при показателе полезности −15. «Шаркс» заняли последнее место в своей конференции.
Сезон 2020/21 стал одним из худших для шведа в плане результативности: в 52 матчах он набрал всего 22 очка (8+14) при худшем в команде показателе полезности −18. «Шаркс» вновь не сумели выйти в плей-офф.
Сезон 2021/22 Карлссон начал удачно, набрав 6 очков (2+4) в первых 4 играх. 7 декабря 2021 года забросил свою 150-ю шайбу в регулярных сезонах НХЛ в игре против «Калгари». 17 января 2022 года Карлссон сделал три результативные передачи в игре против «Лос-Анджелес Кингз» (6:2, в этой игре швейцарец Тимо Майер забросил пять шайб) и достиг отметки 500 передач за карьеру в НХЛ, для этого шведу понадобилось 820 матчей. Карлссон стал 32-м защитником в истории НХЛ, сделавшим 500 передач. В конце января 2022 года получил травму, перенёс операцию по восстановлению разрыва мышцы левого предплечья и выбыл на длительный срок.
1 ноября 2022 года в матче против «Анахайм Дакс» (5:6 Б) сделал свой первый хет-трик в НХЛ, также в этой игре сделал одну передачу. В 4 матчах с 27 октября по 3 ноября набрал 12 очков (7+5). Всего в первых 13 матчах сезона забросил 10 шайб, это самые быстрые 10 шайб для защитника в НХЛ за последние 85 лет. Также Эрик забросил за первые 13 матчей сезона 2022/23 столько же шайб, сколько за все свои 50 матчей сезона 2021/22. 17 ноября 2022 года набрал 4 очка (1+3) в игре против «Детройта» (4:7). 18 декабря 2022 года стал 27-м защитником в истории НХЛ, набравшим 700 очков. 22 декабря набрал 4 очка (1+3) в игре против «Миннесоты» (5:2). 18 января 2023 года набрал 4 очка (1+3) в игре против Далласа (5:3). 1 апреля набрал 4 очка (0+4) в игре против «Аризоны» (7:2). 10 апреля набрал своё 100-е очко в сезоне. Последний раз защитник в НХЛ набирал 100 очков за сезон более 30 лет назад: в 1991/92 это удалось Брайану Личу. Всего в сезоне 2022/23 Карлссон набрал 101 очко (25+76). Карлссон установил личный рекорд не только по очкам, но и по голам и передачам за сезон. Карлссон занял 11-е место среди бомбардиров сезона и третье место среди ассистентов.

#### «Питтсбург Пингвинз»
6 августа 2023 года 33-летний Карлссон перешёл в «Питтсбург Пингвинз» в рамках трёхстороннего обмена, в котором также приняли участие «Монреаль Канадиенс». В первых 8 матчах за «Пингвинз» шесть раз не набирал ни одного очка. За этим последовала серия из 6 матчей, в которых Карлссон набирал очки, при чем 5 раз из 6 по два за матч. 20 февраля 2024 года в игре против «Айлендерс» набрал 800-е очко (185+615) в НХЛ. Карлссон стал 19-м защитником в истории НХЛ, достигшим этой отметки. 13 апреля 2024 года сыграл свой 1000-й матч в НХЛ. Всего в сезоне 2023/24 набрал 56 очков (11+45) в 82 матчах при показателе полезности +4. «Пингвинз» не вышли в плей-офф.
8 апреля 2025 года в матче против «Чикаго» (5:0) забросил свою 200-ю шайбу в НХЛ. Карлссон стал 24-м защитником в истории НХЛ, добравшимся до этой отметки. В целом набрал за сезон 2024/25 53 очка (11+42) в 82 матчах при показателе полезности -24, «Пингвинз» вновь не вышли в плей-офф.

### Карьера в сборной
Карлссон был назван лучшим защитником юниорского чемпионата мира 2008 года, став лидером по системе «плюс/минус», набрав +8. Также занял третье место среди всех игроков и первое среди защитников в споре ассистентов с 7 передачами в 6 матчах.
На молодёжном чемпионате 2009 года был выбран в команду «Всех звёзд» чемпионата и назван лучшим защитником. На чемпионате набрал 9 очков (2+7) в 6 матчах.
На чемпионате мира 2010 года дебютировал за основную сборную. На турнире набрал 4 очка (1+3) в 9 матчах и стал лучшим по набранным очкам среди шведских защитников.
На Олимпиаде в Сочи вместе со сборной Швеции стал серебряным призёром. Занял второе место в списке бомбардиров с 8 очками и был признан лучшим защитником турнира. Также включён в символическую Сборную всех звёзд.
На чемпионате мира 2024 года в Чехии Карлссон сыграл за сборную впервые за 8 лет, а на чемпионате мира — впервые за 12 лет. Он набрал 11 очков (6+5) в 10 матчах при показателе полезности +9 и помог сборной завоевать бронзу (шведы в матче за третье место переиграли Канаду). Карлссон единственным из шведов был включён в символическую сборную турнира.

## Личная жизнь
Эрик Карлссон женился на девушке по имени Тереза 6 июля 2012 года. Они развелись осенью 2013 года.
С 2013 года встречается с канадкой Мелиндой Карри из Оттавы. В августе 2017 года пара узаконила свои отношения. В апреле 2018 года они ожидали рождение первенца (мальчика), однако 19 марта Мелинда потеряла ребёнка при родах. Через несколько дней Эрик написал открытое письмо болельщикам. 3 октября 2019 года пара объявила о рождении дочери.
12 июня 2018 года жена Карлссона подала на запретительный приказ против Моники Карик, подруги одноклубника мужа Майка Хоффмана, за домогательства как до, так и после смерти их сына. Характер предполагаемого преследования включал использование поддельных учётных записей для направления более 1 000 злонамеренных комментариев в адрес Карлссонов, в том числе некоторых, касающихся мертворождения их сына. Ситуация вскоре привела к судебному иску против Карик и сделок между Карлссоном и Хоффманом.
Во время дачи показаний в суде в 2018 году Карик расплакалась и пригрозила выйти из зала суда во время допроса. Она сказала суду, что они с Мелиндой Карлссон начинали как друзья и что Карлссоны никогда не относились к ней внешне враждебно. На вопрос, как испортилась дружба, Карик заявила, что обиделась после того, как Мелинда перестала «лайкать» её посты в соцсетях, и ещё больше расстроилась, когда перестала получать приглашения на командные ужины, организованные для жён и подруг игроков «Оттавы». По показаниям свидетелей стало известно, что жёны и подруги нескольких игроков, связанных с «Оттавой» и другими организациями, связывались с Карик в частном порядке до того, как дело стало достоянием общественности, упрекая её в продолжающейся и растущей враждебности по отношению к Карлссонам.
Позже в том же году Карлссон и его жена основали благотворительную организацию Can’t Dim My Light для сбора средств и повышения осведомлённости о травле в школах.
Кумирами детства Карлссона были Никлас Лидстрём, Даниэль Альфредссон, Матс Сундин и Петер Форсберг. Эрик болеет за футбольный клуб английской премьер-лиги «Арсенал».

## Статистика
| Легенда | Легенда                    | Легенда | Легенда                   | Легенда | Легенда    |
| ------- | -------------------------- | ------- | ------------------------- | ------- | ---------- |
| И       | Количество проведённых игр | Штр     | Штрафное время            | +/−     | Плюс-минус |
| Г       | Голы                       | П       | Голевые передачи          | О       | Очки       |
| -       | Статистика неизвестна      | —       | Статистика не учитывалась |         |            |

## Награды

### Международные
| Награда                                                      | Год  |
| ------------------------------------------------------------ | ---- |
| Лучший защитник Чемпионата мира среди юниорских команд       | 2008 |
| «Команды всех звёзд» Чемпионата мира среди молодёжных команд | 2009 |
| Лучший защитник Чемпионата мира среди молодёжных команд      | 2009 |
| Лучший защитник Олимпийского хоккейного турнира              | 2014 |
| Символическая сборная Олимпийского хоккейного турнира        | 2014 |

### НХЛ
| Награда                                             | Год                                     |
| --------------------------------------------------- | --------------------------------------- |
| Участник матча всех звёзд НХЛ                       | 2011, 2012, 2016, 2017, 2018, 2019 2023 |
| Обладатель «Джеймс Норрис Трофи»                    | 2012, 2015, 2023                        |
| Первый состав «Команды всех звёзд» по итогам сезона | 2012, 2015, 2016, 2017                  |
| Обладатель «Викинг Эворд»                           | 2012, 2016, 2017                        |